# Tubthumper
| 전문가 평가                   | 전문가 평가 |
| 평가 점수                     | 평가 점수   |
| 출처                          | 점수        |
| ----------------------------- | ----------- |
| AllMusic                      | [ 1 ]       |
| Chicago Tribune               | [ 2 ]       |
| Christgau's Consumer Guide    | [ 3 ]       |
| Encyclopedia of Popular Music | [ 4 ]       |
| Entertainment Weekly          | B+          |
| Los Angeles Times             | [ 6 ]       |
| NME                           | 6/10        |
| Rolling Stone                 | [ 8 ]       |
| The Rolling Stone Album Guide | [ 9 ]       |
| Wall of Sound                 | 41/100      |

《Tubthumper》는 EMI가 1997년 9월 1일에 발표한 영국의 록 밴드 첨바왐바의 여덟 번째 스튜디오 음반이자 메이저 레이블 데뷔 음반이다. 이 음반은 첨바왐바가 작사, 작곡 그리고 제작했으며 닐 퍼거슨도 추가 제작했다. 그룹의 아나코 펑크 뿌리에서 음악적으로 벗어난 이 음반은 팝 록, 댄스 팝, 얼터너티브 록의 요소들을 포함하고 있다. 주제적으로, 이 음반은 다양한 정치적 이슈, 특히 계급 갈등에 대한 사회적 논평 역할을 한다. 《Tubthumper》는 〈Tubthumping〉, 〈Amnesia〉, 〈Drip, Drip, Drip〉의 세 곡으로 홍보되었다. 1998년 FIFA 월드컵 공식 음반에 수록된 싱글 〈Top of the World (Olé, Olé, Olé)〉는 1998년 《Tubthumper》 유럽판 재발매에 포함됐다.
《Tubthumper》는 음악 평론가들로부터 전반적으로 긍정적인 평가를 받았는데, 이들은 이 음반이 미묘한 사회적 논평에 찬사를 보내는 것 외에도 음파적으로 독특한 음반이라고 평했다. 리드 싱글 〈Tubthumping〉의 국제적인 상업적 성공에 이어, 이 음반은 미국에서 3위로 정점을 찍었고, 다른 몇몇 나라에서 10위 안에 들었다. 이 음반의 발매는 그룹 보컬리스트 앨리스 너터의 인터뷰에서 논란이 된 언급과 주요 음반사에 계약한 후 이 밴드가 매진됐다는 주장 등 여러 논란에 부딪혔다. 《Tubthumper》는 미국에서만 320만 장 이상이 팔리며 첨바왐바의 가장 성공적인 음반으로 남아있다.

## 배경 및 발매
《Tubthumper》를 위한 세션은 1996년 8월부터 1997년 2월까지 잉글랜드 웨스트요크셔주 캐슬퍼드의 우드랜드 스튜디오에서 열렸다. 이 음반은 첨바왐바가 작사, 제작했으며 닐 퍼거슨도 추가 제작했다. 그 그룹은 팝 록, 댄스 팝, 얼터너티브 록의 좀 더 주류적인 요소를 추구하기로 선택하면서, 이 음반에는 약 20곡이 작곡되었다. 이 음반은 첨바왐바와 그들의 음반사 원 리틀 인디안 레코드 사이의 교착 상태를 초래했고, 그들의 음반사는 그룹의 새로운 사운드에 반대하여 그 음반을 거부했다. 그 결과, 첨바왐바는 음반사와 결별했고, 그 후 영국의 EMI, 미국의 유니버설 뮤직 그룹과 계약을 맺었다. 이 그룹은 메이저 음반사와의 계약을 통해 그들의 음악으로 더 많은 관객들에게 다가가려고 했다.
이 음반은 영국 EMI와 유니버설 레코드에 의해 미국에서 발매된 이 그룹을 주류로 급부상시켰으며, 보다 주류적인 사운드를 선호하기 위해 이 그룹의 전형적인 펑크 록 스타일에서 벗어난 것으로 유명하다.

## 상업적 성과
《Tubthumper》는 여러 면에서 첨바왐바의 가장 성공적인 음반이었다. 이는 미국, 영국, 스웨덴, 노르웨이, 벨기에에서 10위 안에 들었고 캐나다, 이탈리아, 아일랜드, 호주에서 1위를 차지한 〈Tubthumping〉을 발매했다. 후속곡인 〈Amnesia〉 또한 영국과 캐나다에서 톱 10에 들며 상업적인 성공을 거두었다. 이 음반은 〈Drip, Drip, Drip〉이라는 세 번째 싱글 음반을 만들어 냈는데, 이 곡은 어떤 국제적인 차트에서 좋은 인상을 남기지는 못했지만 긍정적인 평가를 받았다.
그 음반은 상업적 성공을 거두었다. 미국에서는 〈Tubthumping〉의 성공, 2위에 오른 캐나다, 19위에 오른 영국 덕분에 빌보드 200에서 3위를 기록했고 3,200,000장 이상이 팔렸다. 이 음반은 또한 1997년 미국에서 가장 많이 팔린 음반 중 17위에 올랐다. 《Tubthumper》는 여전히 미국에서 3,200,000장의 판매량을 기록하고 있는 세 지역에서 그룹 내 최고 차트 음반으로 남아 있다.

## 곡 목록
모든 곡들은 첨바왐바에 의해 작사/작곡하였다.
| #   | 제목                        | 재생 시간 |
| --- | --------------------------- | --------- |
| 1.  | 〈Tubthumping〉             | 4:39      |
| 2.  | 〈Amnesia〉                 | 4:08      |
| 3.  | 〈Drip, Drip, Drip〉        | 5:08      |
| 4.  | 〈The Big Issue〉           | 4:38      |
| 5.  | 〈The Good Ship Lifestyle〉 | 5:13      |
| 6.  | 〈One by One〉              | 4:45      |
| 7.  | 〈Outsider〉                | 5:09      |
| 8.  | 〈Creepy Crawling〉         | 4:04      |
| 9.  | 〈Mary, Mary〉              | 4:59      |
| 10. | 〈Smalltown〉               | 3:14      |
| 11. | 〈I Want More〉             | 4:02      |
| 12. | 〈Scapegoat〉               | 5:07      |

| #   | 제목                                 | 재생 시간 |
| --- | ------------------------------------ | --------- |
| 13. | 〈Top of the World (Olé, Olé, Olé)〉 | 3:49      |

## 인증
| 국가                       | 인증        | 판매량/출하량 |
| -------------------------- | ----------- | ------------- |
| 미국 (RIAA)                | 3× 플래티넘 | 3,000,000^    |
| ^출하량을 기반으로 한 인증 |             |               |